# Kemo Kouyaté
Pour les articles homonymes, voir Kouyaté.
Kemoko Kouyaté, né en 1947 à Siguiri et mort le 19 juillet 2017 à Conakry, est un chanteur, compositeur et arrangeur guinéen.

## Biographie
Fils de feu Sidiki Kouyaté et de feue Kankou Kouyaté qui l’initieront aux métiers de l’art de la parole et de la dure école de la pratique musicale traditionnelle mandingues.

## Instrument utiliser
Le balafon, piano, la guitare, le n’koni, la kora, le violon, la cithare, entre autres. Avec lui, le qualificatif d’’’homme-orchestre’’ que les critiques et mélomanes lui avaient attribué n’était pas volé.

## Début de carrière
Avec un style traditionnelle de la musique mandingue, ce natif de Siguiri, en Haute Guinée, Kouyaté a apporté en 1947 une touche singulière avec sa guitare sur le classique Sara, au sein du Syli Orchestre qui a représenté la Guinée au Festival culturel panafricain d’Alger, en 1969 aux côtés d’Aboubacar Demba Camara, Momo Wandel, ou Sékouba Diabaté Bembeya. Cette prestation est récompensée de la médaille d’argent.
De 1961 à 2015, Kémo Kouyaté passe de son village natal aux grandes scènes du monde, en passant par Bamako, où il a passé des moments de son adolescence et Conakry.
En 1963 à Conakry, il enregistre à la radiodiffusion nationale, ses premières mélodies instrumentales à la guitare. En octobre 1974, il était à Kinshasa, pour prendre part aux activités culturelles organisées autour du combat de boxe entre Muhammad Ali et George Foreman.
Kémo Kouyaté a été membre de l’orchestre Balla et ses Balladins au milieu des années 1960. Accompagnant la Sud-Africaine Myriam Makeba.

## Hommage
Lors de l'oraison funèbre, le vendredi 21 juillet, le directeur national de la Culture, Jean-Baptiste Williams, a salué la mémoire d’un musicien de devoir auquel a rendu hommage une nation reconnaissante, la Guinée, qu’il a aimée, a chantée, a bercée des plus belles mélodies de sa guitare, de sa kora, de son balafon, de son n’koni, de sa harpe, de sa cithare, de son violon, de son orgue électronique, de sa boite à rythmes, de son clavier à programmation d’une infinité de sons de rythmes et de mélodies…,,